# Edmund Groag
Edmund Groag (Přerov, 2 febbraio 1873 – Vienna, 19 agosto 1945) è stato uno storico austriaco.

## Biografia
Dal 1892 studiò storia e filologia presso l'Università di Vienna, ricevendo il dottorato nel 1895 con la tesi su Tacito, Zur Kritik von Tacitus’ Quellen in den Historien. A titolo di borsa di studio visitò Roma nel 1898-1899, poi nel 1901 iniziò a lavorare presso la Biblioteca Nazionale di Vienna, dove rimase per tutta la sua carriera. Nel 1918 ottenne la sua abilitazione presso la medesima università, successivamente, nel 1925, fu nominato professore associato di storia romana. Nel 1933 divenne membro dell'Istituto Archeologico Germanico.
Nacque in una famiglia ebrea però lui si convertì al cattolicesimo nel 1901. Nonostante ciò, fu rimosso dal suo incarico presso l'università di Vienna per motivi razziali, durante l'Anschluss. Durante l'acquisizione nazista dell'Austria, visse a Vienna in uno stato precario. Morì di una malattia, pochi mesi dopo la liberazione della città.
Con Arthur Stein (1871-1950), pubblicò una seconda edizione incompiuta della Prosopographia Imperii Romani (3 volumi, 1933-43). Fu anche autore di molti articoli della Pauly-Wissowa.

## Opere principali
- Die Adoption Hadrians, 1899.
- Die römischen Inschriftsteine der Hofbibliothek, 1913.
- Geschichte des Altertums bis zur Begründung des römischen Kaiserreiches (con Heinrich Montzka, 1914).
- Beiträge zur Geschichte des zweiten Triumvirats, 1915.
- Studien zur römischen Kaisergeschichte (2 parti 1918–19).
- Römische Cäsaren, 1926.
- Neue Literatur über Caesar und Augustus, 1926.
- Der Dichter Porfyrius in einer stadtrömischen Inschrift, 1926/27.
- Hannibal als Politiker, 1929.
- Prosopographische Bemerkungen, 1931.
- Die römischen Reichsbeamten von Achaia bis auf Diokletian, 1939.
- Die Reichsbeamten von Achaia in spätrömischer Zeit, 1946.[3]